# Lletons de vedella
Els lletons o lleteroles de vedella és el nom donat al timus de la vedella quan s'utilitza en preparacions culinàries.
Els lletons són els menuts de la vedella (del xai i del cabrit) formats per una glàndula – el timus – situada a l'entrada del pit, davant la tràquea, i que desapareix a l'adultesa. Les lleteroles es componen d'una part allargada, la gola, i d'una part rodona i saborosa, la palma."
Aquest aliment, no gens sovintejat, és sempre car i força preat dels coneixedors. Els lletons de vedella s'han de purgar, després blanquejar o escaldar, escórrer i refrescar ràpidament. Després del refredament complet, cal descarregar-ne impureses i posar-los sota premsa al fresc. Les lleteroles freqüentment es cuinen brasejades.